# 차이부리군
차이부리군은 수랏타니주의 행정 구역이다. 이 지역의 총 인구 수는 15년 기준으로 23347명이다. 인구 밀도는 53.0km2이다.

## 행정 구역
| 번호 | 지명        | 태국어 지명 | 빌리지 | 인구  |
| ---- | ----------- | ----------- | ------ | ----- |
| 1.   | Song Phraek | สองแพรก     | 9      | 5,040 |
| 2.   | Chai Buri   | ชัยบุรี        | 10     | 6,126 |
| 3.   | Khlong Noi  | คลองน้อย     | 10     | 6,217 |
| 4.   | Sai Thong   | ไทรทอง      | 8      | 5,964 |

|  | 이 글은 지리에 관한 토막글입니다. 여러분의 지식으로 알차게 문서를 완성해 갑시다. |